# Ravenna megye
Ravenna megye (olaszul: Provincia di Ravenna, romanyol nyelven: Pruvènza ed Ravèna) Olaszország Emilia-Romagna régiójának egyik megyéje. Székhelye Ravenna város.

## Fekvése
Ravenna megyét északon Ferrara, nyugaton Bologna, délen Firenze,  és Forlì-Cesena  megyékkel határos. Keletről az Adriai-tenger határolja.
A romagnai tengerpart mentén fekszik, területe heterogén: találhatunk itt tengerpartot, síkvidéket, és hegyeket.  Legmagasabb pontja a Monte Macchia dei Cani (968 m), Casola Valsenio és Palazzuolo sul Senio között.

## Legfontosabb folyóvizei
- Reno
- Lamone
- Senio
- Fiumi Uniti
- Montone
- Ronco
- Bevano
- Savio

## Községek(comuni)
- Alfonsine
- Bagnacavallo
- Bagnara di Romagna
- Brisighella
- Casola Valsenio
- Castel Bolognese
- Cervia
- Conselice
- Cotignola
- Faenza
- Fusignano
- Lugo
- Massa Lombarda
- Ravenna
- Riolo Terme
- Russi
- Sant’Agata sul Santerno
- Solarolo

## Közlekedés

### Vasút
A megyét érintő legfontosabb vasútvonalak a  Bologna- Ancona és a Ferrara- Rimini vonal.

### Közút

#### Autópályák
A megyének 26 km autópályája van, az A14-es autópálya egy elágazása Imola és Faenza között, amely Lugo, Cotignola és Bagnacavallo községeken halad keresztül.

### Repülőterek, kikötők
A legközelebbi repterek: a Forlì repülőtér és a Rimini-Miramare repülőtér. 
Kiemelten fontos a  nagysebességű hajósszeköttetés Ravenna és Horvátország között. Szárnyashajóval két óra alatt elérhető Velence, Rovinj, Lošinj és Póla.

## Gasztronómia

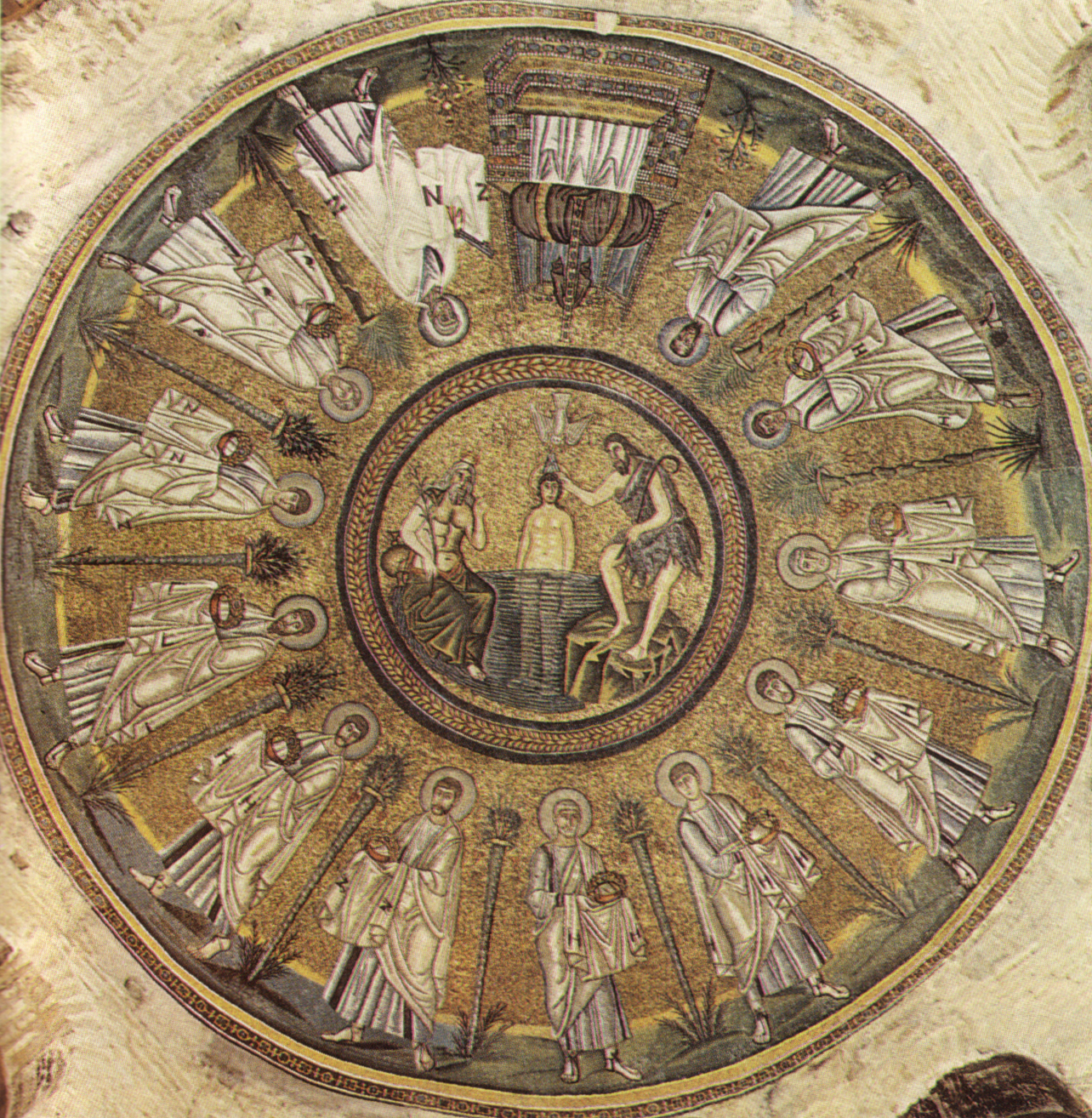
A ravennai mozaikok

Konyhája jellegzetesen romagnai, legismertebb fogásai a  piadina, és a lasagne.

### Borok
A vidék legfontosabb borai:
- A trebbiano
- Az Albana di Romagna
- A sangiovese
- A Cagnina di Romagna
- A Bursòn
- A  Pagadebit

## Külső hivatkozások
- Ravenna megye honlapja Archiválva 2011. november 11-i dátummal a Wayback Machine-ben (olaszul)